# كيم يونج نام
كيم يونج نام (4 فبراير 1928) هو رئيس اللجنة الدائمة لمجلس الشعب الأعلى في كوريا الشمالية، ويشغل هذا المنصب منذ 1998. يسمى الرئيس الشرفي لكوريا الشمالية. وكان في السابق وزير الخارجية من 1983 إلى 1998. وانتخب عضوًا في رئاسة المكتب السياسي لحزب العمال الكوري في 2010.

## استشهادات
1. ↑  ""رئيس" كوريا الشمالية وليس "الزعيم" يزور الجارة الجنوبية". سكاي نيوز عربية. 5 فبراير 2018. مؤرشف من الأصل في 2019-03-28. اطلع عليه بتاريخ 2018-12-04.
2. ↑  "من هو "الرئيس الفخري" لكوريا الشمالية الذي يزور بيونغ تشانغ؟". آر تي. 9 فبراير 2018. مؤرشف من الأصل في 2019-12-13. اطلع عليه بتاريخ 2018-12-04.